# Dietmar Schulz (Politiker, 1960)

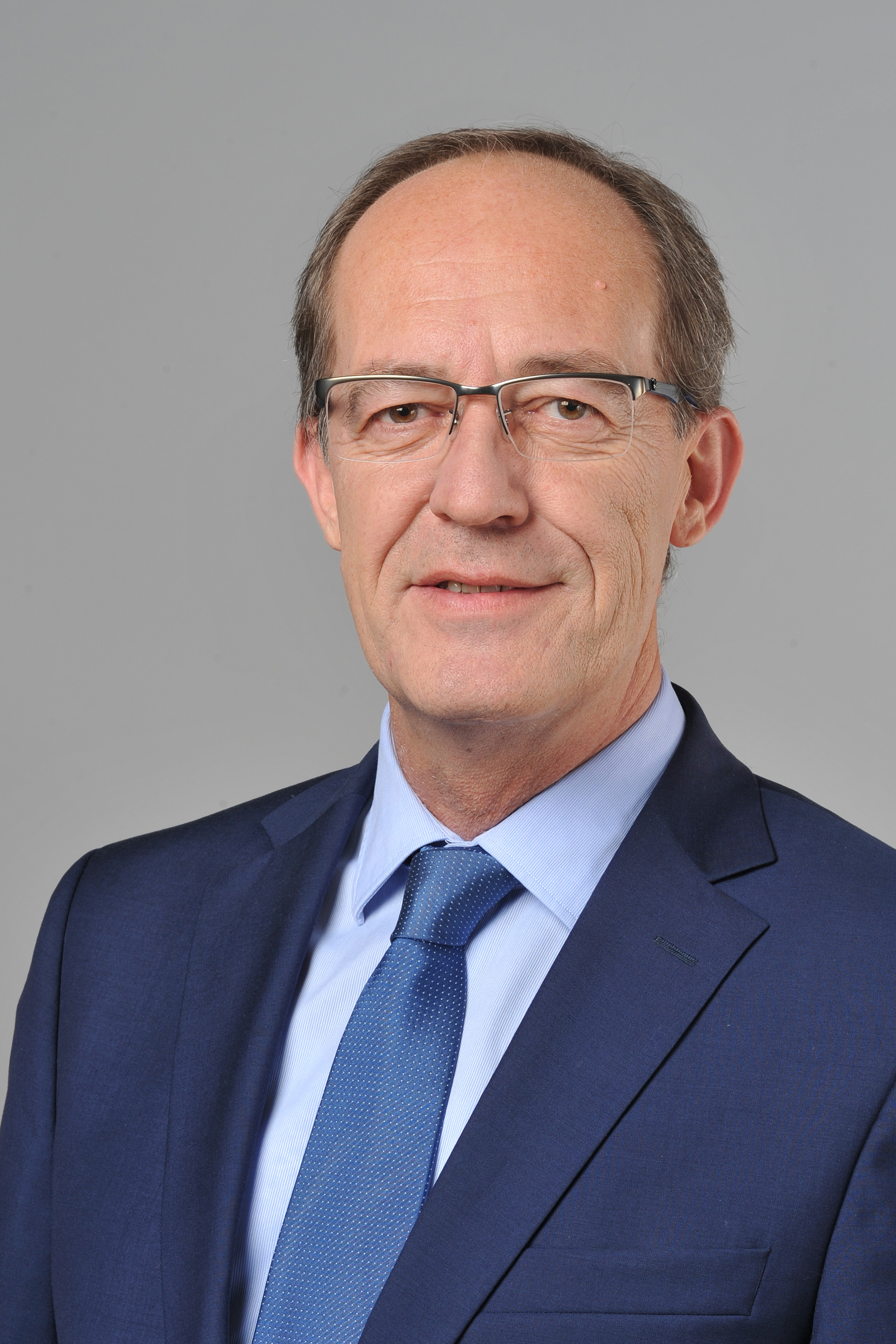
Dietmar Schulz

Dietmar Schulz (* 7. Mai 1960 in Düsseldorf) ist ein deutscher Jurist, Unternehmensberater und Politiker. Er war von 2012 bis 2017 Abgeordneter im Landtag von Nordrhein-Westfalen (fraktionslos, ehemals Piratenpartei).

## Biografie
Dietmar Schulz legte 1980 das Abitur ab. Er absolvierte ab 1982 ein Studium der Rechtswissenschaften in Köln, das er 1988 mit dem 1. Staatsexamen abschloss. Nach Abschluss des Referendariats und dem 2. Staatsexamen in Nordrhein-Westfalen im Jahr 1992 war er bis 2004 als Rechtsanwalt und ist seit 1986 bis heute als Unternehmensberater tätig. Von 2008 bis 2009 war Schulz Justitiar und Generalbevollmächtigter einer mittelständischen Unternehmensgruppe in Köln.

## Politik
Dietmar Schulz war Mitglied der Piratenpartei Deutschland. Bei der Landtagswahl in Nordrhein-Westfalen 2012 errang er ein Mandat über die Landesliste und gehörte als Mitglied des Landtags NRW der Piratenfraktion im Landtag NRW an.
Am 17. Juni 2014 wurde er zum stellvertretenden Fraktionsvorsitzenden der Piratenfraktion NRW gewählt. Am 23. September 2016 erklärte er, dass er die Piratenpartei-Fraktion verlasse. Aus der Piratenpartei trat Schulz zum Ende März 2017 aus. Mit der Landtagswahl in Nordrhein-Westfalen 2017 endete sein Mandat.
Im Landtag bekleidete Schulz als Rechtspolitischer Sprecher und als Haushalts- und Finanzpolitischer Sprecher jeweils die Funktion des Obmanns seiner Fraktion in den entsprechenden Ausschüssen. Außerdem war er Obmann in den Unterausschüssen "Landesbetriebe und Sondervermögen" und "Personal" sowie im Immunitätsausschuss des Landtags. Stellvertretendes Mitglied war er im Hauptausschuss, Sportausschuss sowie in der Vollzugskommission im Rechtsausschuss.
Er war kraft Berufung durch Finanzminister Walter-Borjans Verwaltungsrat des Bau- und Liegenschaftsbetriebs NRW. Zuvor war Schulz treibende Kraft bei der erneuten Einsetzung eines Parlamentarischen Untersuchungsausschusses zum BLB-Skandal. Später fungierte er kraft Wahl durch den Landtag als Parlamentarischer Beirat der NRW.Bank. Schließlich war er Mitglied der Vertreterversammlung des Versorgungswerks der Mitglieder des Landtags NRW.
Als Obmann und Sprecher im Parlamentarischen Untersuchungsausschuss zur WestLB führte er über die Legislaturperiode die Verhandlungen zur Einsetzung, Beratungen und die Beweisaufnahme für die Piratenfraktion zur Aufklärung politischer Verantwortlichkeiten beim Niedergang der ehemaligen Landesbank.
Von den Funktionen als Sprecher und Obmann der Piratenfraktion trat Schulz mit Austritt aus der Fraktion am 23. September 2016 zurück und war bis zum Schluss der 16. Legislaturperiode des Landtags beratendes Mitglied im Haushalts- und Finanzausschuss.
Seit Juli 2017 ist Schulz Mitglied der Freien Demokratischen Partei und war von März 2018 bis März 2019 stellvertretender Vorsitzender des FDP-Stadtverbandes Korschenbroich im Rhein-Kreis-Neuss.